# 苏缄
苏缄（1016年—1076年3月1日），字宣甫，北宋泉州晋江出身，曾长期在华南任地方官。在越南李朝进攻邕州的战役中邕州城破，时任邕州知州的苏缄拒绝投降，率全家自尽。后被奉为邕州城隍。

## 出身和早年
苏缄的曾祖父是唐末五代中的苏益，苏益隨著威武軍節度使王信臣入閩，從此一家居閩，傳至苏缄。苏缄是蘇結的兄長，並且是苏颂的堂叔。宝元元年（1038年）苏缄中进士，任南海主簿，后调阳武尉。此间他以正直勇猛闻名。由于他颇有政绩，之后被提为秘书丞，后为英州知州。

## 侬智高举事及其后
北宋皇祐四年（1052年）侬智高举事，进攻广州。苏缄认为广州是中心地区，不去救援就会无义，便将公务暂委下属，亲自招募数千兵士前往救援。苏缄捕杀了侬智高手下谋士黄师宓之父，使对手丧失斗志，乘机狙击而立下战功。宋仁宗为表嘉奖，任苏缄为供备库副使、广东都监，管押两路兵甲，遣中使赐朝衣、金带。但后来在追击的战斗中失利，主将陈曙被诛，苏缄也被降为房州司马。后苏缄为著作佐郎，在监越州税十余年后，才恢复原级官职。宋英宗即位后苏缄先后任廉州、鼎州知州。

## 邕州之战

### 战前
宋熙宁四年（1071年）苏缄任皇城使邕州知州。时先后任桂州知州的沈起和刘彝对交趾李朝采取强硬态度，拒绝通商，遭到苏缄的反对，但刘彝反过来斥责苏缄。当时宋越关系紧张至极，终于爆发战争。

### 玉碎邕州之战

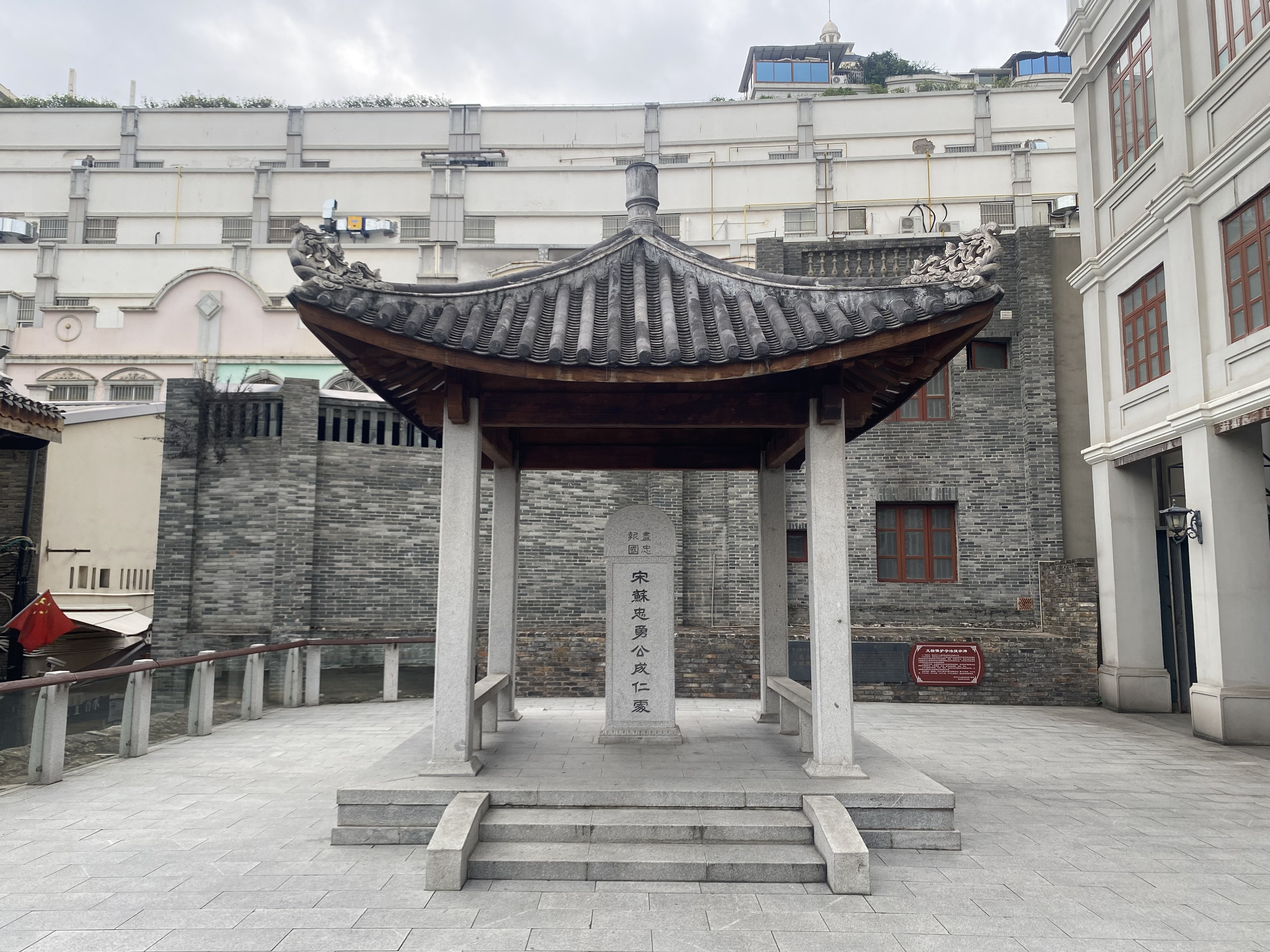
宋苏忠勇公成仁冢

1075年12月，李朝辅国太尉李常杰率近十万军队进攻广西，连破钦廉二州。此时另一越将宗亶已包围邕州，而邕州正规军不过2800余人。苏缄倾公库和己之所有招募兵士，进行顽强抵抗。李常杰则参与合围邕州。
苏缄曾向沈起和刘彝求救，但刘彝派出的张守节被李常杰截杀，邕州孤立无援。苏缄虽亲自上城射杀敌军，鼓舞士气，终是寡不敌众，城中粮尽水绝，在坚守42天之后，邕州于1076年3月1日（阴历正月十二）破城。苏缄在求援无望的情况下，决心“吾义不死贼手”，杀全家三十六人后自焚。仅其长子苏子元因任职外地而在战前被苏缄遣走而幸免，但子元妻及子均未逃死难。李军找不到苏缄遗体，便在邕州大开杀戒，杀五万余人，但全城无人投降。

## 身后
宋神宗在得知苏缄死节的消息后感到难过，召见苏子元对苏缄的功劳给予很高的评价，认为他拖住李军而保住桂州、象郡，使局势不至于一边倒，是张巡、许远也不能超过的功劳。苏缄获遗赠奉国军节度使，谥忠勇，赐都城甲第五；遗属获乡里上田十顷。苏子元以其父被任为西头供奉官、阁门祗候。

## 城隍身份

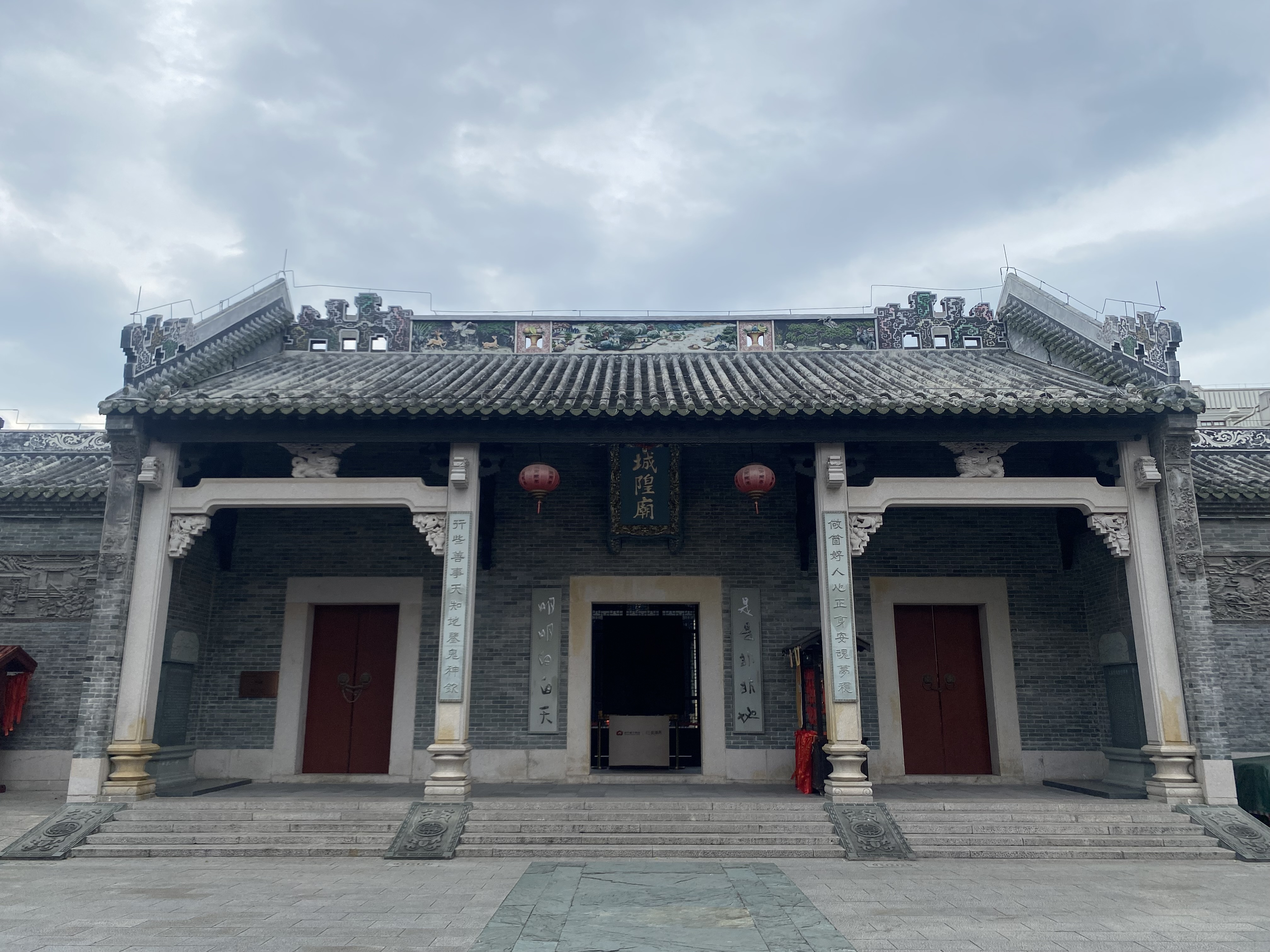
南宁城隍庙

《宋史》记载交趾军队在其后进攻桂州的途中远远见到有大军前来，军士均感到恐慌并认为是“苏皇城领兵来报怨”，被迫撤退。后来邕州人为苏缄立祠堂，尊他为当地城隍后，祠改为城隍庙。宋哲宗元祐中赐额怀忠。
宋绍兴年间张汝锡在鳳山麓建忠义庙，祀关羽、张巡、许远，后增祀岳飞、文天祥、陆秀夫、张世杰、苏缄、赵昴发。另外邕州东街菜巷北口有为苏缄建的怀忠坊，忠义巷有忠义庙，奉祀苏缄等。在南安葵山有苏缄墓。1920年在苏缄一家殉难的地方竖立了一块刻有"宋苏忠勇公成仁处"的石碑。邕州知州苏缄殉难遗址于2002年被公布为南宁市市级文物保护单位。

## 延伸阅读
[在维基数据编辑]
 《宋史·卷446》，出自脱脱《宋史》